# Дубовка (Тернопольская область)
Дубовка (укр. Дубівка) — село в Скала-Подольской поселковой общине Чортковского района Тернопольской области Украины.
До 2020 года входило в Борщёвский район.
Код КОАТУУ — 6120881202. Население по переписи 2001 года составляло 98 человек.

## Географическое положение
Село Дубовка находится на расстоянии в 2,5 км от сёл Черноконецкая Воля и Бурдяковцы.
По селу протекает пересыхающий ручей с запрудой.

## Объекты социальной сферы
- Клуб.
- Фельдшерско-акушерский пункт.